# تفجيرات بروكسل 2016
تفجيرات بروكسل 2016 هي سلسلة تفجيرات وقعت في 22 مارس عام 2016 حيث وقع في مطار بروكسل الدولي (إياتا: BRU، إيكاو: EBBR) تفجيران وتفجير في محطة مترو مالبيك في بروكسل، بلجيكا. ووقعت التفجيرات بعد يوم من إلقاء القبض على صلاح عبد السلام، المشتبه به الرئيسي في هجمات باريس 2015.
وأعلنت المنظمة الأوروبية لسلامة الطيران والملاحة الجوية (يوروكونترول)، عن إغلاق المطار وإلغاء كافة الرحلات منه.
وقامت سلطات مطار زافنتم الدولي في العاصمة البلجيكية بروكسل بإخلائه من الركاب والعاملين بعد الانفجارين الذين وقعا حسبما أفادت الإذاعة الرسمية آر بي تي إف الناطقة بالفرنسية استنادا إلى شاهد بالقرب من بوابة المسافرين إلى الولايات المتحدة، ، وأعلن تنظيم الدولة الإسلامية مسؤوليته عن الهجوم.

## الحوادث

### مطار بروكسل

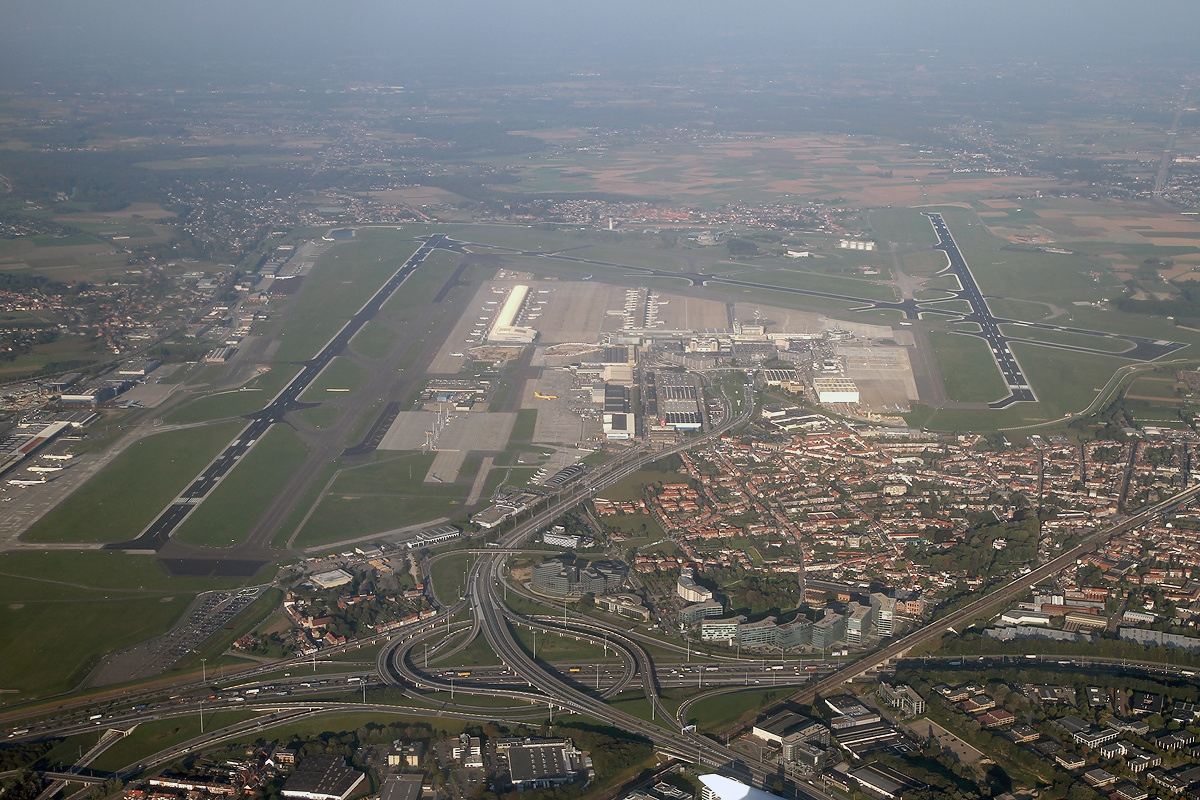
مطار بروكسل من الجو.

وقع انفجاران في مطار بروكسل بعد فترة قصيرة من الساعة 8:00 بالتوقيت المحلي. أحدهما وقع في قاعة المغادرة الدولية بالقرب من مكاتب الخطوط الجوية الأمريكية وخطوط بروكسل الجوية، بينما وقع الآخر في مدرج المطار بحسب ما قالته الصحافة الفرنسية. وقد صرحت الخطوط الأمريكية بأنه لا توجد أي إصابات من بين موظفيها.
صرحت مصادر داخلية بأن هنالك 28 قتيلاً، و141 شخصاً مصاباً على الأقل. النوافذ تكسرت في القاعة الرئيسية ودمار هائل حدث بالداخل
وقد أشارت بعض المصادر بأن هذا التفجير ناتج عن عمل إرهابي. الحكومة البلجيكية وضعت الدولة على مستوى تهديد الأمن الوطني.
وفي تصريحات غير مؤكدة لوكالة الأنباء بلجا ذكرت بأن أعيرة إطلاق نارية وصيحات باللغة العربية سمعت قبل أن تقع التفجيرات.

### محطة المترو

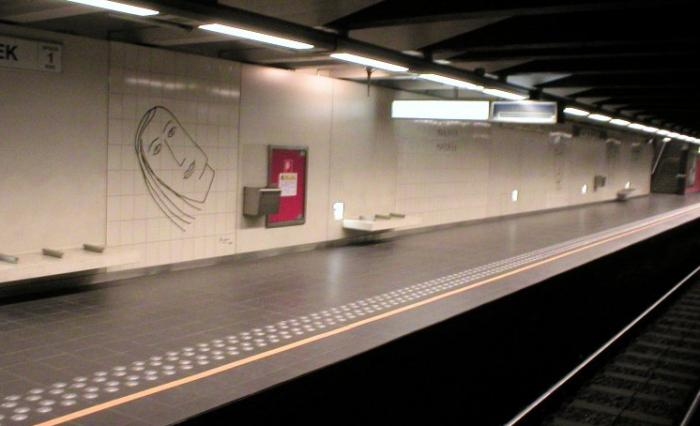
محطة مترو مالبيك

وقع تفجير في قطار كان يسافر بين محطة مترو مالبيك ومحطة شومان بالقرب من البرلمان الأوروبي في الساعة 09:11 ت.و.أ  في وسط بلجيكا، محطات المترو من بعدها أغلقت.
10 وفيات نجمت عن تفجير المترو.

### الإصابات
ذكرت بعض التقارير الإخبارية أن تسعة يحملون الجنسية الأمريكية—ثلاثة مبشرين للكنيسة وجندي سلاح جو أمريكي وعائلته- ضمن المصابين،
جندي سلاح الجو اللأمريكي وخمسة من عائلته تعرضوا للإصابة عندما وقعت تفجيرات مطار بروكسيل، لم يتم تحديد حالتهم الصحية حتى الآن.

## بعد الحادثة
رفعت سلطات بلجيكا في اليوم التالي، الثلاثاء، مستوى الإنذار من خطر إرهابي إلى أقصى درجة في أنحاء البلاد، وقال المتحدث باسم وزارة الداخلية جان جامبون إن مستوى الإنذار رفع من الدرجة الثالثة إلى الدرجة الرابعة، وهي الدرجة القصوى في بلجيكا.
وفور وقوع الانفجارات شلت الحركة في بروكسل، حيث أغلق المطار وأوقفت حركة وسائل النقل.
ودعت السلطات البلجيكية السكان إلى عدم التنقل وملازمة أماكنهم. وكتبت خلية الأزمة على موقع تويتر «ابقوا حيث أنتم»، مشيرة إلى أن جميع وسائل النقل العام ومحطات المترو والمحطات الكبرى في العاصمة الأوروبية أغلقت حتى إشعار آخر.

## تبني العملية
قالت وكالة أعماق الإعلامية التابعة لتنظيم الدولة الإسلامية يوم الثلاثاء 22 مارس 2016 في بيان أصدرته أنها تعلن مسؤولية التنظيم عن تفجيرات العاصمة البلجيكية بروكسل الذي أدى إلى مصرع 21 وإصابة العشرات وأكدت الوكالة في البيان عبر إحدى قنوات الأخبار التابعة لها على برنامج «تيلجرام» أن العملية احتوت على تخطيط وسرعة تنفيذ وحركة، دون الإفصاح عن تفاصيل العملية، وتوعدت بمزيد من العمليات في أوروبا.
في رجب 1437هـ نشرت مجلة دابق الناطقة بالإنجليزية في عددها الرابع عشر صورا ومعلومات عن منفذي هجمات بروكسل قبل أسابيع،
وقالت المجلة إن (أبا سليمان البلجيكي) إبراهيم البكراوي، الذي فجر نفسه في مطار بروكسل، عُرف بشجاعته وكرمه، بعدما هداه الله في فترة سجنه.
ووفقا للمجلة، فإن “فظائع نظام بشار الأسد ضد المسلمين في الشام دفعت البكراوي لتغيير حياته، فبدأ بالتنسيق مع شقيقه خالد بعد خروجه من السجن، واشترى أسلحة، وبحث عن سكن خاص، وكان من المقرر أن يكون أحد منفذي هجمات باريس”.
ثاني المنفذين، بحسب المجلة هو (أبو الوليد البلجيكي) خالد البكراوي، الذي فجر نفسه في محطة المترو ببروكسل، حيث قالت المجلة إن شخصيته قوية، وهو قائد بالفطرة وظهر ذلك مذ كان في السجن.
وأوضحت المجلة أن خالد البكراوي رأى رؤية، أنه يقاتل الكفار بجانب النبي (صلى الله عليه وسلم)، ورأى النبي على حصان، واستمع إلى الآية الأخيرة من سورة الفتح، وفقا لـ”دابق”، وذلك في إشارة إلى أن هذه الرؤية هي سر التغيير في حياة البكراوي.
وقالت “دابق” إن خالد البكراوي وبعد خروجه من السجن، بدأ بإعطاء المحاضرات الدينية في الحي الذي يسكن فيه، وحرّض الشباب على الذهاب إلى سوريا، كما أنه كتب عدة مقالات عن الحروب الصليبية ضد المسلمين.
وأشارت المجلة إلى أن البكراوي رأى في الحلم أنه نفذ عملية “استشهادية”، وذلك بعد هجمات باريس، وهو ما دفعه للعزم على هذا العمل.
الحلم الثالث لخالد البكراوي، قال فيه إنه رأى نفسه مع شقيقه إبراهيم، وهم على متن قارب، وبحوزة كل منهما جندي تركي رهينة، وكان معه مسدس، ومع شقيقه حزام ناسف، واستبدل الحزام بالمسدس، قبل أن يفجر نفسه في مجموعة جنود أتراك”.
ثالث المنفذين هو (أبا إدريس البلجيكي) نجم العشراوي، الذي فجّر نفسه في مطار بروكسل، وقالت عنه دابق إنه كان “رجلا فريدا، وبارعا في الأدب”.
وتابعت المجلة، بأنه “بدأ هجرته عام 2013 عندما سمع صرخات المسلمين في الشام، وانضم إلى مجلس شورى المجاهدين وعندما خان الجولاني الدولة الإسلامية، عاد إلى الدولة مبايعا أمير المؤمنين أبو بكر البغدادي”.
وأوضحت “دابق”، أن “العشراوي شارك في عدة معارك ضد قوات النظام السوري، كما أنه شارك في المعارك ضد الفصائل السورية، قبل أن يصاب في المعارك ضد جبهة النصرة بدير الزور”.
وتابعت بأنه “بعد أشهر من العلاج، عاد نجم العشراوي إلى أوروبا لتحقيق حلمه في قتال الصليبيين، فكان ممن أعدوا المتفجرات لهجمات باريس، كما أنه أعد المتفجرات لهجمات بروكسل التي شارك فيها”.
آخر منفذي هجمات بروكسل هو الجزائري (أبو عبد العزيز الجزائري) محمد بلقايد، الذي كشفت “دابق” أنه كان في صفوف الدولة الإسلامية بسوريا، وشارك في معركة مطار كويرس العسكري وأوضحت المجلة أن بلقايد شارك أيضا في معارك الرمادي بالعراق وأصيب بطلقة في رأسه، وقاتل ضد الفصائل في ريف دمشق، وأصيب في ساقه.
وتابعت: “كان قائدا لمجموعة الانغماسيين، فضلا عن حكمته، والتزامه الديني، في قراءة القرآن وقيام الليل والصلاة”.
وأشارت “دابق” إلى أن بلقايد قرر العودة إلى أوروبا بعدما علم بعودة رفيقه نجم العشراوي، لتنفيذ هجمات في قلب أوروبا

## ردود الفعل

### الدولية
- أرمينيا : أبدى رئيس أرمينيا سيرج سركسيان تعازيه وأعلن أن «أرمينيا تدين أي تصرف إرهابي، وأنها ملتزمة في المساهمة الحرب العالمية ضد الشر» [14]
- أستراليا : رئيس الوزراء الأسترالي مالكولم تورنبول قال أنه قلق للغاية حيال تفجيرات بروكسل، معرباً عن أفكار الأستراليين وصلواتهم ووحدتهم مع الشعب البلجيكي.[15]
- أذربيجان : الرئيس إلهام علييف أعرب عن تعازيه قائلا: «نحن حزينون جداً عما حدث من خسائر فادحة وإصابات التي حدثت بتفجير في بروكسل».[16]
- البرازيل : عبر وزير الشؤون الخارجية عن قلقه وإدانته بأشد العبارات للتفجير الجبان الذي حدث في بروكسل. الحكومة البرازيلية تعبر عن تضامنها مع عائلات الضحايا وحكومة بلجيكا، وتكرر قناعتها الثابتة بأن أي تصرف إرهابي يستحق إدانة جماعية من المجتمع الدولي، أياً كان منبعه أو مصدره.[17]
- الإمارات العربية المتحدة : أدانت دولة الإمارات العربية المتحدة التفجيرات الإرهابية التي وقعت في بروكسل وأدت إلى سقوط ضحايا بين المدنيين الأبرياء.[18]
- البحرين : أدانت مملكة البحرين التفجيرات الإرهابية، التي استهدفت مطار بروكسل ومحطة للمترو في المدينة البلجيكية، وأسفرت عن مقتل وإصابة عشرات الأشخاص.[19]
- قطر : أعربت دولة قطر عن إدانتها واستنكارها الشديدين للتفجيرات التي وقعت في مطار بروكسل الدولي، ومحطة للمترو، مما أسفر عن سقوط عدد من القتلى والجرحى.[20]
- مصر : أدانت وزارة الخارجية المصرية الهجمات الإرهابية التي ضربت العاصمة البلجيكية بروكسل، وأسفرت عن مقتل وإصابة عدد كبير من الأشخاص، مقدمة تعازي مصر حكومة وشعبا للحكومة البلجيكية وأسر الضحايا.[21]
- الأردن : أدانت الحكومة الأردنية الاعتداءات الإرهابية الوحشية التي وقعت صباح الثلاثاء والتي طالت مطار بروكسل الدولي ومحطة المترو في حي مالبيك في العاصمة البلجيكية بروكسل.[22]
- فلسطين : أدان الرئيس الفلسطيني محمود عباس، العملية الإرهابية التي وقعت صباح يوم الثلاثاء، في العاصمة البلجيكية بروكسل وعبر محمود عباس عن تعازيه الحارة لعائلات الضحايا، وتمنى الشفاء العاجل للجرحى، كما عبر عن رفضه والشعب الفلسطيني لكافة أشكال الإرهاب.[23]
- سوريا : أدان المتحدث الرسمي باسم تيار الغد السوري منذر أقبيق الانفجارات التي ضربت مطار ومحطة قطارات في العاصمة البلجيكية بروكسل.[24]
- لبنان : أدان حزب الله التفجيرات الإرهابية التي استهدفت العاصمة البلجيكية بروكسل.[25]
- العراق : أدان رئيس الجمهورية العراقية فؤاد معصوم يوم الثلاثاء التفجيرات التي استهدفت العاصمة البلجيكية بروكسل والتي أسفرت عن مقتل وإصابة عدد من الأشخاص.[26]
- إيران : أدان المتحدث باسم وزارة الخارجية الإيرانية حسين جابري أنصاري التفجيرات الإرهابية التي استهدفت العاصمة البلجيكية بروكسل وأعرب عن تعازيه ومواساته لأسر الضحايا والحكومة والشعب في بلجيكا.[27]
- أفغانستان : أدان الرئيس التنفيذي (رئيس الوزراء) الأفغاني عبد الله عبد الله، بشدة التفجيرات المنسقة التي استهدفت المطار ومحطة المترو في مدينة بروكسل البلجيكية.[28]
- روسيا : أدان الرئيس الروسي فلاديمير بوتين التفجيرات الإرهابية التي هزت العاصمة البلجيكية «بروكسل»، ووصفها بـ«جرائم وحشية لا يمكن تبريرها».[29]
- جمهورية التشيك : عبّر الرئيس التشيكي ميلوش زيمان عن عميق صدمته إزاء الهجمات الإرهابية، التي وقعت بالعاصمة البلجيكية بروكسل وأسفرت عن مقتل 23 شخصا .[30]
- تركيا : أدان رئيس الوزراء التركي أحمد داود أوغلو، التفجيرات التي هزت العاصمة البلجيكية بروكسل، مشيرا إلى أنها أظهرت «مرة أخرى الوجه العالمي للإرهاب» وتقدم بخالص التعازي للشعب البلجيكي والحكومة البلجيكية.[31]
- المملكة المتحدة : أدان رئيس الوزراء البريطاني ديفيد كاميرون الهجمات الإرهابية في العاصمة البلجيكية بروكسل، ووصفها «بالمروعة والوحشية».[32]
- تونس : عبّرت تونس في بلاغ عن استنكارها وإدانتها الشديدة للهجمات الإرهابية الجبانة التي استهدفت عدة مواقع بالعاصمة البلجيكية بروكسل.[33]

### منظمات
- مجلس التعاون الخليجي: أدان الأمين العام لمجلس التعاون لدول الخليج العربية الدكتور عبداللطيف بن راشد الزياني بشدة التفجيرات الإرهابية التي وقعت صباح يوم الثلاثاء في مطار بروكسل ومحطة المترو في بلجيكيا وأدت إلى مقتل وجرح عدد كبير من المدنيين الأبرياء .[34]

## معرض صور

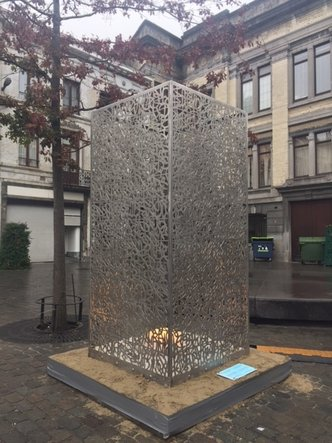
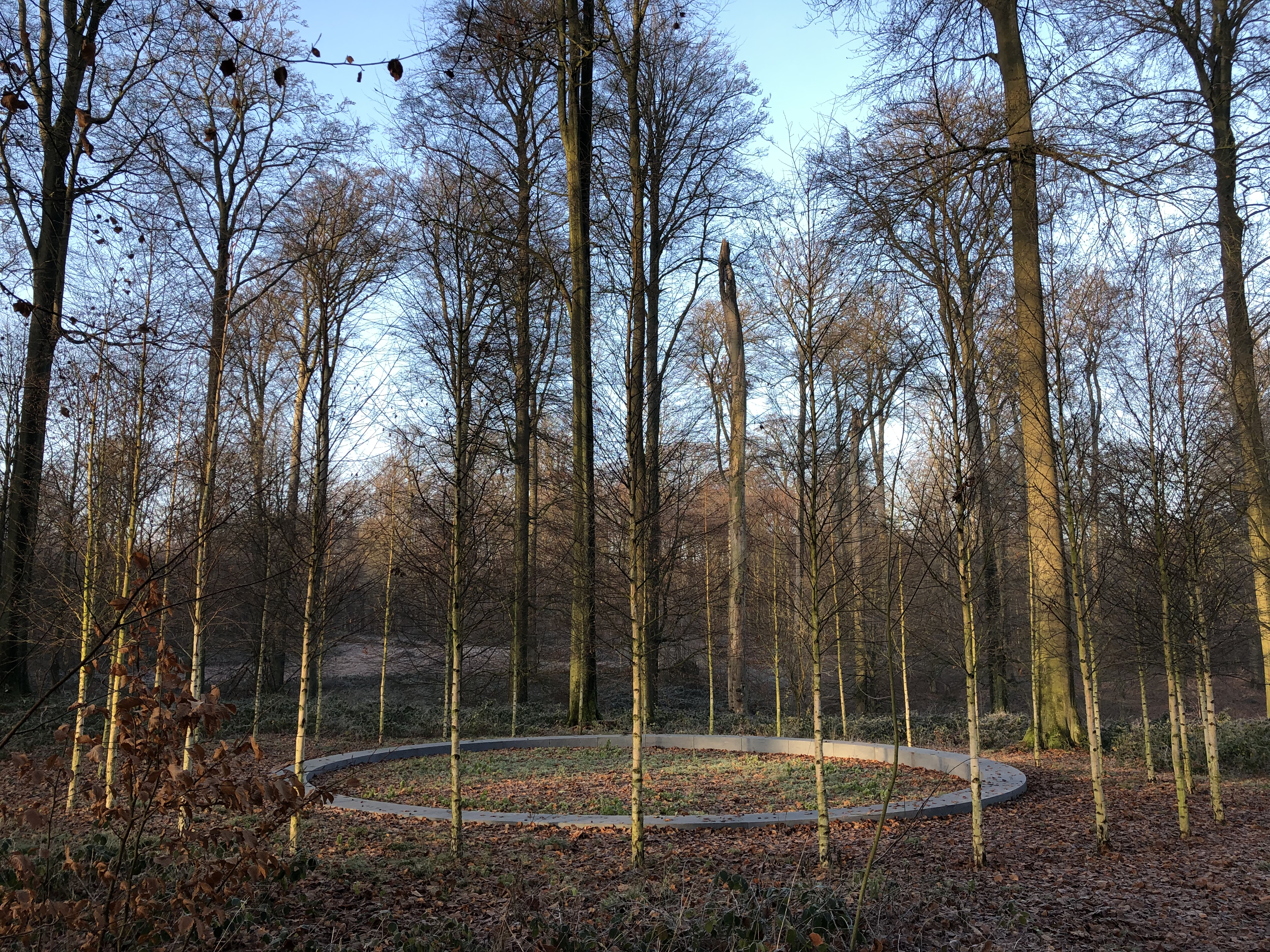
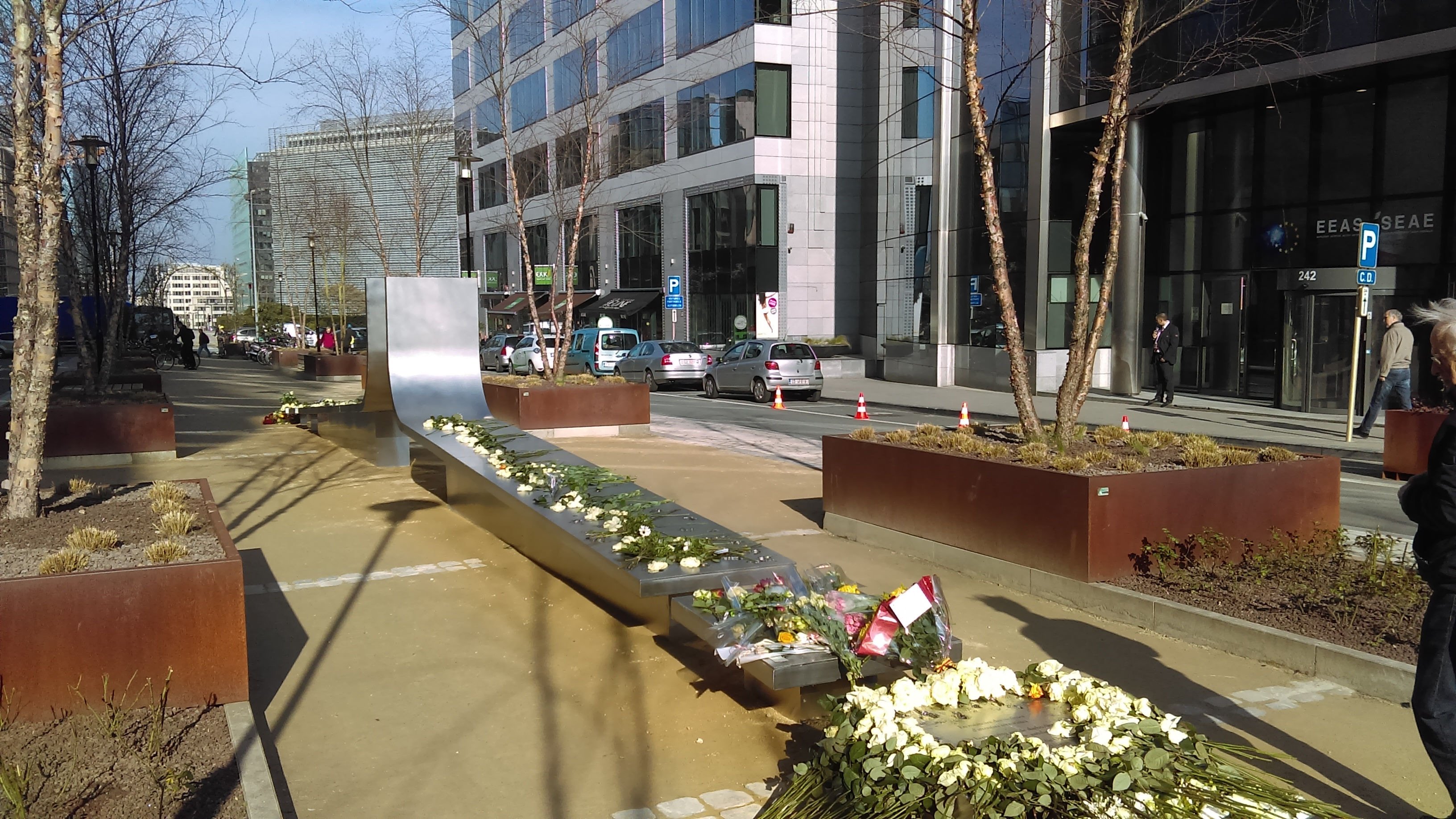
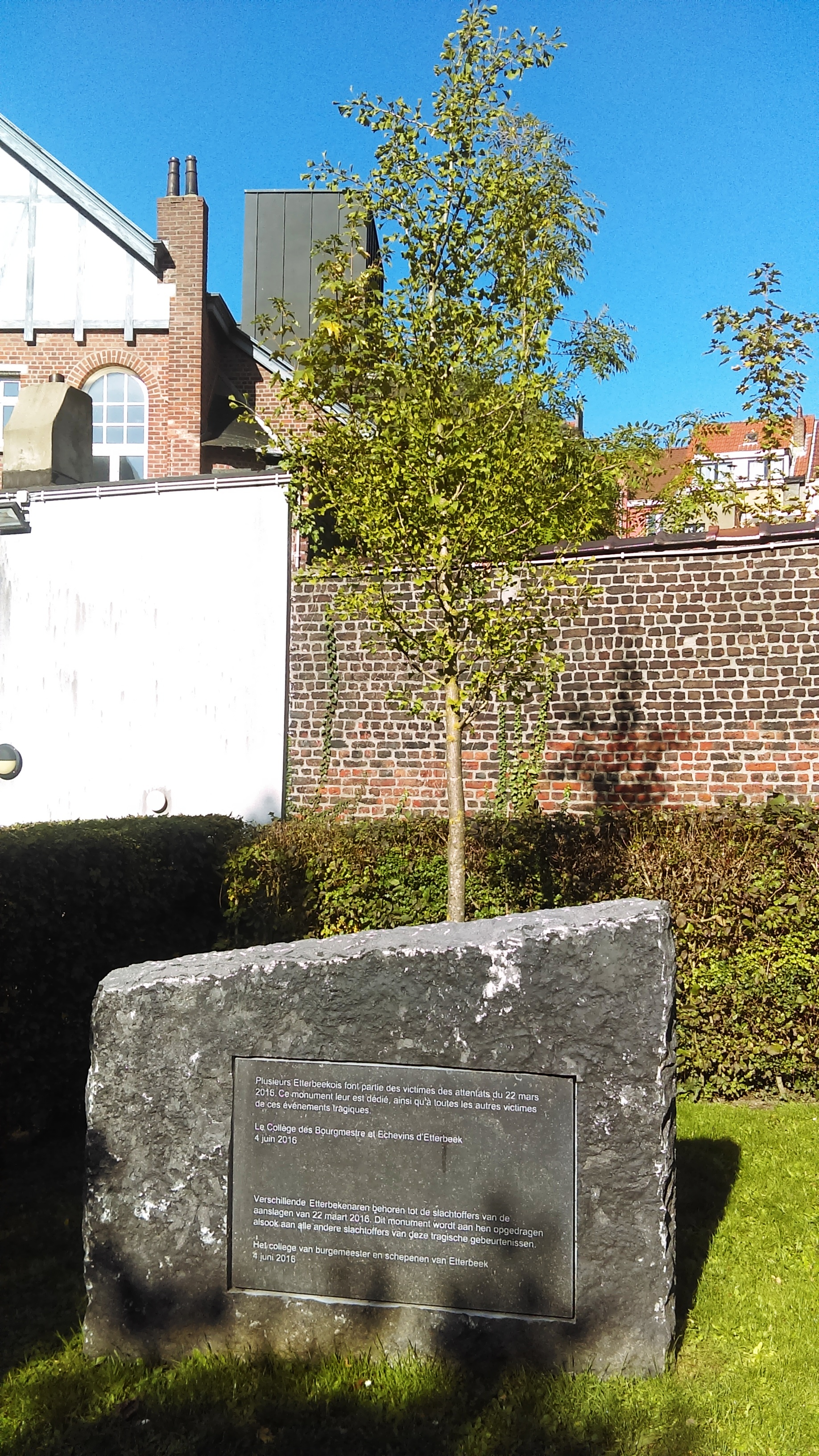